# Ganancia de energía neta
La ganancia de energía neta (NEG) es un concepto utilizado en economía energética que se refiere a la diferencia entre la energía gastada para obtener una fuente de energía y la cantidad de energía obtenida de esa cosecha. La ganancia de energía neta, que puede expresarse en julios, difiere de la ganancia financiera neta que puede resultar del proceso de recolección de energía, en que varias fuentes de energía (por ejemplo, gas natural, carbón, etc.) pueden tener un precio diferente para el mismo cantidad de energía

## Cálculo del NEG
Una ganancia de energía neta se logra al gastar menos energía adquiriendo una fuente de energía que la que contiene la fuente que se va a consumir. Es decir:
{\displaystyle NEG=Energia_{\hbox{Consumible}}-Energia_{\hbox{Gastada}}.}
Los factores a considerar al calcular el NEG son el tipo de energía, la forma en que se usa y se adquiere la energía y los métodos utilizados para almacenar o transportar la energía. También es posible complicar en exceso la ecuación por un número infinito de externalidades e ineficiencias que pueden estar presentes durante el proceso de recolección de energía.